# Pallavolo Padova 2016-2017
Questa voce raccoglie le informazioni riguardanti la Pallavolo Padova nelle competizioni ufficiali della stagione 2016-2017.

## Stagione
La stagione 2016-17 è per la Pallavolo Padova, sponsorizzata dalla Kione, la quattordicesima, la terza consecutiva, in Serie A1; viene confermato l'allenatore, Valerio Baldovin, e alcuni giocatori come Stefano Giannotti, Taylor Averill, Marco Volpato, Fabio Balaso e Sebastiano Milan: tra i nuovi acquisti quelli di Michele Fedrizzi, Danijel Koncilja, Jacob Link, Stephen Maar e James Shaw, mentre tra le cessioni quelle di Santiago Orduna, Brian Cook, Alexander Berger, Gonzalo Quiroga e Enrico Diamantini.
Il campionato si apre con la vittoria per 3-0 sul Gruppo Sportivo Porto Robur Costa,  a cui fanno seguito tre sconfitte: la squadra di Padova torna alla vittoria alla quinta giornata battendo 3-0 la Pallavolo Molfetta e, dopo uno stop contro l'Associazione Sportiva Volley Lube, ha la meglio anche sul Volley Milano; nelle ultime sei giornate del girone di andata viene sempre sconfitta, eccetto alla decima giornata quando vince in casa della Top Volley, chiudendo così al nono posto in classifica, utile per qualificarsi alla Coppa Italia. Il girone di ritorno comincia con otto gare perse consecutivamente: dopo la vittoria sul Powervolley Milano, il club veneto incappa in altre due sconfitte, per vincere poi contro l'Argos Volley e chiudere la regular season con il 3-0 inflitto dal BluVolley Verona e il dodicesimo posto in classifica. Nei quarti di finale dei play-off per il quinto posto, dopo aver vinto gara 1 contro l'Argos Volley, perde le due successive gare, venendo eliminata dalla competizione.
Grazie al nono posto in classifica al termine del girone di andata della Serie A1 2016-17, la Pallavolo Padova partecipa alla Coppa Italia: il cammino nel torneo termina agli ottavi di finale a seguito della sconfitta per 3-1 inflitta dalla Callipo Sport.

## Organigramma societario
Area direttiva
- Presidente: Fabio Cremonese
- Vicepresidente: Igino Negro
- Segreteria generale: Stefania Bottaro
- Segreteria esecutiva: Samuela Schiavon
- Amministrazione: Marzia Paladin

Area organizzativa
- Team manager: Sandro Camporese
- Direttore sportivo: Stefano Santuz
- Addetto agli arbitri: Mario Rengruber
- Responsabile palasport: Alessandro La Torre

Area tecnica
- Allenatore: Valerio Baldovin
- Allenatore in seconda: Nicola Baldon
- Scout man: Riccardo Berto, Alberto Salmaso
- Assistente allenatore: Giorgio Sabbadin
- Responsabile tecnico settore giovanile: Valerio Baldovin
- Coordinatore settore giovanile: Monica Mezzalira

Area comunicazione
- Ufficio stampa: Alberto Sanavia
- Social media manager: Lucrezia Maso
- Speaker: Gianluca Garghella
- Fotografo: Alessandra Lazzarotto

Area marketing
- Ufficio marketing: Marco Gianesello

Area sanitaria
- Staff medico: Paola Pavan, Alberto Rigon, Davide Tietto
- Fisioterapista: Luca Danuso
- Preparatore atletico: Davide Grigoletto
- Osteopata: Luca Cibin

## Rosa
| N° | Nome                 | Ruolo | Data di nascita  | Nazionalità sportiva |
| -- | -------------------- | ----- | ---------------- | -------------------- |
| 2  | Nicolò Bassanello    | L     | 3 luglio 1996    | Italia               |
| 3  | Francesco Zoppellari | P     | 27 maggio 1997   | Italia               |
| 5  | James Shaw           | P     | 5 marzo 1994     | Stati Uniti          |
| 6  | Stefano Giannotti    | S/O   | 14 maggio 1989   | Italia               |
| 7  | Fabio Balaso         | L     | 20 ottobre 1995  | Italia               |
| 8  | Stephen Maar         | S     | 6 dicembre 1994  | Canada               |
| 9  | Danijel Koncilja     | C     | 4 settembre 1990 | Slovenia             |
| 10 | Marco Volpato        | C     | 5 maggio 1990    | Italia               |
| 11 | Taylor Averill       | C     | 5 marzo 1992     | Stati Uniti          |
| 13 | Sebastiano Milan     | S     | 6 aprile 1995    | Italia               |
| 14 | Jacob Link           | S/O   | 27 giugno 1997   | Svezia               |
| 15 | Michele Fedrizzi     | S     | 21 maggio 1991   | Italia               |
| 18 | Filip Šestan         | S     | 6 giugno 1995    | Croazia              |

## Mercato
| Acquisti | Acquisti             | Acquisti        | Acquisti   |
| R.       | Nome                 | da              | Modalità   |
| -------- | -------------------- | --------------- | ---------- |
| S        | Michele Fedrizzi     | Molfetta        | definitivo |
| C        | Danijel Koncilja     | Aich/Dob        | definitivo |
| S/O      | Jacob Link           | RIG Falköping   | definitivo |
| S        | Stephen Maar         | McMaster        | definitivo |
| S        | Filip Šestan         | Mladost Kaštela | definitivo |
| P        | James Shaw           | Stanford        | definitivo |
| P        | Francesco Zoppellari | Club Italia     | definitivo |

| Cessioni | Cessioni          | Cessioni           | Cessioni   |
| R.       | Nome              | a                  | Modalità   |
| -------- | ----------------- | ------------------ | ---------- |
| S        | Alexander Berger  | Sir Safety Perugia | definitivo |
| S        | Brian Cook        | Modena             | definitivo |
| C        | Enrico Diamantini | Callipo            | definitivo |
| S        | Enrico Lazzaretto | Potentino          | definitivo |
| P        | Giacomo Leoni     | Porto Robur Costa  | definitivo |
| P        | Santiago Orduna   | Modena             | definitivo |
| S        | Gonzalo Quiroga   | Obras Sanitarias   | definitivo |

## Risultati

### Serie A1

#### Girone di andata
| 1ª giornata - 2 ottobre 2016 PalaSanLazzaro, Padova             | Padova             | 3 - 0 | Porto Robur Costa | 25-20, 31-29, 25-22               |
| 2ª giornata - 9 ottobre 2016 PalaEvangelisti, Perugia           | Sir Safety Perugia | 3 - 1 | Padova            | 14-25, 27-25, 25-16, 25-20        |
| 3ª giornata - 14 ottobre 2016 PalaSanLazzaro, Padova            | Padova             | 2 - 3 | Trentino          | 28-26, 12-25, 25-17, 21-25, 13-15 |
| 4ª giornata - 19 ottobre 2016 PalaPanini, Modena                | Modena             | 3 - 0 | Padova            | 29-27, 25-22, 25-23               |
| 5ª giornata - 23 ottobre 2016 PalaSanLazzaro, Padova            | Padova             | 3 - 0 | Molfetta          | 25-13, 25-17, 25-21               |
| 6ª giornata - 29 ottobre 2016 PalaCivitanova, Civitanova Marche | Lube               | 3 - 2 | Padova            | 22-25, 25-20, 15-25, 25-14, 15-8  |
| 7ª giornata - 1º novembre 2016 PalaSanLazzaro, Padova           | Padova             | 3 - 0 | Milano            | 26-24, 25-20, 25-23               |
| 8ª giornata - 6 novembre 2016 PalaSanLazzaro, Padova            | Padova             | 1 - 3 | Callipo           | 16-25, 20-25, 25-22, 25-27        |
| 9ª giornata - 9 novembre 2016 PalaYamamay, Busto Arsizio        | Powervolley Milano | 3 - 1 | Padova            | 25-19, 25-18, 24-26, 25-19        |
| 10ª giornata - 13 novembre 2016 PalaBianchini, Latina           | Top Volley Latina  | 2 - 3 | Padova            | 28-26, 18-25, 25-19, 17-25, 15-17 |
| 11ª giornata - 20 novembre 2016 PalaSanLazzaro, Padova          | Padova             | 0 - 3 | Piacenza          | 23-25, 18-25, 23-25               |
| 12ª giornata - 25 novembre 2016 PalaPolsinelli, Sora            | Argos              | 3 - 2 | Padova            | 18-25, 25-15, 25-27, 25-20, 19-17 |
| 13ª giornata - 4 dicembre 2016 PalaSanLazzaro, Padova           | Padova             | 0 - 3 | BluVolley Verona  | 15-25, 18-25, 21-25               |

#### Girone di ritorno
| 14ª giornata - 11 dicembre 2016 PalaDeAndré, Ravenna         | Porto Robur Costa | 3 - 1 | Padova             | 25-17, 35-37, 25-14, 25-21        |
| 15ª giornata - 18 dicembre 2016 PalaSanLazzaro, Padova       | Padova            | 1 - 3 | Sir Safety Perugia | 25-19, 22-25, 19-25, 18-25        |
| 16ª giornata - 26 dicembre 2016 PalaTrento, Trento           | Trentino          | 3 - 1 | Padova             | 18-25, 25-14, 25-18, 25-12        |
| 17ª giornata - 29 dicembre 2016 PalaSanLazzaro, Padova       | Padova            | 0 - 3 | Modena             | 23-25, 23-25, 19-25               |
| 18ª giornata - 8 gennaio 2017 PalaPoli, Molfetta             | Molfetta          | 3 - 0 | Padova             | 25-17, 25-21, 25-20               |
| 19ª giornata - 15 gennaio 2017 PalaSanLazzaro, Padova        | Padova            | 1 - 3 | Lube               | 21-25, 25-23, 20-25, 21-25        |
| 20ª giornata - 20 gennaio 2017 Palazzetto dello Sport, Monza | Milano            | 3 - 1 | Padova             | 25-17, 25-19, 19-25, 28-26        |
| 21ª giornata - 5 febbraio 2017 PalaValentia, Vibo Valentia   | Callipo           | 3 - 2 | Padova             | 19-25, 25-21, 22-25, 25-23, 21-19 |
| 22ª giornata - 8 febbraio 2017 PalaSanLazzaro, Padova        | Padova            | 3 - 1 | Powervolley Milano | 32-30, 22-25, 25-19, 25-20        |
| 23ª giornata - 12 febbraio 2017 PalaSanLazzaro, Padova       | Padova            | 0 - 3 | Top Volley Latina  | 22-25, 19-25, 15-25               |
| 24ª giornata - 19 febbraio 2017 PalaBanca, Piacenza          | Piacenza          | 3 - 2 | Padova             | 21-25, 25-14, 25-21, 22-25, 15-11 |
| 25ª giornata - 26 febbraio 207 PalaSanLazzaro, Padova        | Padova            | 3 - 0 | Argos              | 40-38, 25-23, 25-20               |
| 26ª giornata - 22 febbraio 2017 PalaOlimpia, Verona          | BluVolley Verona  | 3 - 0 | Padova             | 25-15, 25-19, 25-20               |

#### Play-off 5º posto
| Ottavi di finale (gara 1) - 12 marzo 2017 PalaSanLazzaro, Padova | Padova | 3 - 0 | Argos  | 25-21, 25-20, 26-24               |
| Ottavi di finale (gara 2) - 19 marzo 2017 PalaPolsinelli, Sora   | Argos  | 3 - 2 | Padova | 25-20, 22-25, 23-25, 26-24, 15-11 |
| Ottavi di finale (gara 3) - 22 marzo 2017 PalaSanLazzaro, Padova | Padova | 0 - 3 | Argos  | 19-25, 23-25, 23-25               |

### Coppa Italia

#### Fase a eliminazione diretta
| Ottavi di finale - 14 dicembre 2016 PalaValentia, Vibo Valentia | Callipo | 3 - 1 | Padova | 25-14, 20-25, 25-16, 26-24 |

## Statistiche

### Statistiche di squadra
| Competizione | Punti | In casa | In casa | In casa | In trasferta | In trasferta | In trasferta | Totale | Totale | Totale |
| Competizione | Punti | G       | V       | P       | G            | V            | P            | G      | V      | P      |
| ------------ | ----- | ------- | ------- | ------- | ------------ | ------------ | ------------ | ------ | ------ | ------ |
| Serie A1     | 22    | 15      | 6       | 9       | 14           | 1            | 13           | 29     | 7      | 22     |
| Coppa Italia | -     | -       | -       | -       | 1            | 0            | 1            | 1      | 0      | 1      |
| Totale       | -     | 15      | 6       | 9       | 15           | 1            | 14           | 30     | 7      | 23     |

G = partite giocate; V = partite vinte; P = partite perse

### Statistiche dei giocatori
| Giocatore     | Serie A1 | Serie A1 | Serie A1 | Serie A1 | Serie A1 | Coppa Italia | Coppa Italia | Coppa Italia | Coppa Italia | Coppa Italia | Totale | Totale | Totale | Totale | Totale |
| Giocatore     | P        | PT       | AV       | MV       | BV       | P            | PT           | AV           | MV           | BV           | P      | PT     | AV     | MV     | BV     |
| ------------- | -------- | -------- | -------- | -------- | -------- | ------------ | ------------ | ------------ | ------------ | ------------ | ------ | ------ | ------ | ------ | ------ |
| T Averill     | 21       | 121      | 85       | 24       | 12       | 1            | 0            | 0            | 0            | 0            | 22     | 121    | 85     | 24     | 12     |
| F. Balaso     | 29       | 0        | 0        | 0        | 0        | 1            | 0            | 0            | 0            | 0            | 30     | 0      | 0      | 0      | 0      |
| N. Bassanello | 19       | 0        | 0        | 0        | 0        | 1            | 0            | 0            | 0            | 0            | 20     | 0      | 0      | 0      | 0      |
| M. Fedrizzi   | 28       | 220      | 167      | 16       | 37       | 1            | 3            | 3            | 0            | 0            | 29     | 223    | 170    | 16     | 37     |
| S. Giannotti  | 28       | 310      | 254      | 28       | 28       | 1            | 18           | 15           | 1            | 2            | 29     | 328    | 269    | 29     | 30     |
| D. Koncilja   | 25       | 97       | 69       | 13       | 15       | 1            | 6            | 5            | 1            | 0            | 26     | 103    | 74     | 14     | 15     |
| J. Link       | 2        | 0        | 0        | 0        | 0        | 1            | 0            | 0            | 0            | 0            | 3      | 0      | 0      | 0      | 0      |
| S. Maar       | 29       | 411      | 330      | 45       | 36       | 1            | 2            | 2            | 0            | 0            | 30     | 413    | 332    | 45     | 36     |
| S. Milan      | 25       | 128      | 101      | 16       | 11       | 1            | 11           | 9            | 2            | 0            | 26     | 139    | 110    | 18     | 11     |
| F. Šestan     | 14       | 16       | 13       | 3        | 0        | 1            | 9            | 7            | 2            | 0            | 15     | 25     | 20     | 5      | 0      |
| J. Shaw       | 26       | 99       | 63       | 28       | 8        | -            | -            | -            | -            | -            | 26     | 99     | 63     | 28     | 8      |
| M. Volpato    | 29       | 204      | 143      | 47       | 14       | 1            | 7            | 5            | 2            | 0            | 30     | 211    | 148    | 49     | 14     |
| F. Zoppellari | 21       | 9        | 2        | 5        | 2        | 1            | 1            | 0            | 0            | 1            | 22     | 10     | 2      | 5      | 3      |

P = presenze; PT = punti totali; AV = attacchi vincenti; MV = muri vincenti; BV = battute vincenti